# Amy Herrig
Amy Herrig (Dubuque, 6 giugno 1977) è un'ex cestista statunitense, professionista nella WNBA.

## Carriera
È stata selezionata dalle Sacramento Monarchs al quarto giro del Draft WNBA 1999 (38ª scelta assoluta).
Con gli Stati Uniti ha disputato le Universiadi di Sicilia 1997 e i Giochi panamericani di Winnipeg 1999.